# Ельяшукі
Ельяшукі (пол. Eliaszuki) — село в Польщі, у гміні Наровка Гайнівського повіту Підляського воєводства.
Населення — 144 особи (2011).
У 1975-1998 роках село належало до Білостоцького воєводства.

## Демографія
Демографічна структура станом на 31 березня 2011 року:
|          | Загалом | Допрацездатний вік | Працездатний вік | Постпрацездатний вік |
| -------- | ------- | ------------------ | ---------------- | -------------------- |
| Чоловіки | 67      | 7                  | 48               | 12                   |
| Жінки    | 77      | 11                 | 30               | 36                   |
| Разом    | 144     | 18                 | 78               | 48                   |